# Denis Nde
Denis Nde (ur. 21 kwietnia 1963 w Bamoungoum) – kameruński piłkarz grający na pozycji obrońcy. W swojej karierze rozegrał 8 meczów w reprezentacji Kamerunu.

## Kariera klubowa
W swojej karierze piłkarskiej Nde grał między innymi w klubie Racing Bafoussam, z którym w sezonie 1995 wywalczył mistrzostwo Kamerunu.

## Kariera reprezentacyjna
W reprezentacji Kamerunu Nde zadebiutował 4 lipca 1993 w przegranym 0:1 meczu eliminacji do MŚ 1994 z Zimbabwe, rozegranym w Harare. Od 1993 do 1995 wystąpił w kadrze narodowej 8 razy.